# ベニト川
ベニト川（ベニトがわ、スペイン語: Rio Benito、英語: Benito River）は、赤道ギニアに河口を持つ河川。

## 概要
ベニト川は、赤道ギニア共和国の大陸側、リオ・ムニ地区の主要な河川である。ベニト川はリオ・ムニ地区を東西に横切っている。源流をガボン北部、ウォレウ・ンテム州のオイェム付近に持つベニト川は、リオ・ムニ地区を東から西に流れ、ンビニ付近の河口から大西洋・ギニア湾に流れ込んでいる。全長338km。

## 別名
- ンビニ川 (Rio Mbini) - 下流域。ンビニとはンドウェ語でリオ・ムニ全体を指す。ムビニ川とも表記。
- ウェレ川 (Rio Wele) - 上流域。